# Diana Vreeland
Diana Vreeland, född Dalziel 29 september 1903 i Paris, Frankrike, död 22 augusti 1989 på Manhattan i New York, var en amerikansk modejournalist. Mellan 1936 och 1962 arbetade hon för Harper's Bazaar och därefter innehade hon under åtta år posten som chefredaktör för den amerikanska utgåvan av Vogue.

## Gärning
Vreeland var en inflytelserik och omtalad moderedaktör, först på Harper's Bazaar men framförallt under sin tid på Vogue. Hon var känd för sitt osvikliga sinne för stil, sina överraskande moderna vinklingar på traditionella ämnen och sitt sätt att betrakta mode och fotografi som en konstform. Vreeland omdanade under 1960-talet Vogue till tidens främsta modetidning genom att influeras av tidens svängningar. Hon anlitade nyskapande fotografer som Richard Avedon, David Bailey och Irving Penn och som chefredaktör omdefinierade hon modellerna från att bara vara mannekänger till att bli starka personligheter i modereportagen. Vreeland förde fram modeller som Jean Shrimpton, Twiggy, Penelope Tree, Edie Sedgwick och Veruschka som blev stora namn och megastjärnor under swinging sixties. Även personer som inte hade ett typiskt modellutseende som Barbra Streisand, Cher, Lauren Hutton och Anjelica Huston användes i modereportagen, vilket inte var brukligt.